# Софрон Сиракузский
Софро́н Сираку́зский (др.-греч. Σώφρων;время расцвета ок. 430 г. до н. э.) — древнегреческий писатель-мимограф.
Писал прозаические диалоги на дорийском диалекте греческого языка с участием мужчин и женщин, разыгрывающих (часто с юмором) сценки из быта сицилийских греков. Диалоги, написанные «сниженным» стилем, полны поговорок и оборотов разговорной речи.
Афинян с Софроном познакомил Платон; с книгой его диалогов, согласно Суде, он никогда не расставался и даже клал их с собой на ночь под подушку. Некоторое общее представление о характере мимов Софрона дают 2-я и 15-я идиллии Феокрита. Влияние Софрона прослеживается в сатирах Персия.
Творческие наследие Софрона почти полностью утрачено (сохранились лишь отдельные фрагменты).